# Mitsubishi Pajero
Mitsubishi Pajero é um utilitário esportivo fabricado pela Mitsubishi. Recebe o nome de Mitsubishi Shogun no Reino Unido e Japão, e de Mitsubishi Montero em alguns países que falam espanhol e na América do Norte.
O Pajero é o utilitário esportivo topo de linha da Mitsubishi. Existem também algumas variações, como o Pajero Sport, o Pajero Pinin, o Pajero Mini e o Pajero Júnior.
É atualmente o melhor utilitário esportivo de competição, já com 12 vitórias no Rali Dakar, nas quais 7 são consecutivas.

## Origem do nome
O nome vem de Leopardus pajeros que é o nome espanhol para o gato-dos-pampas.

## Primeira Geração
A primeira geração foi mostrada em Tokyo, em Outubro de 1981 e foi lançado em 1982. No início só existia o Pajero de três portas com várias motorizações, tinha um motor de 2 litros, um 2,3 litros a diesel e um turbo diesel também de 2,3 litros (ou 2.300 cm³).
Um ano após o seu lançamento em 1983 o Pajero estreou-se no desporto motorizado.
Em Fevereiro de 1983 a Mitsubishi lança a versão longa, de 5 portas. Este modelo longo aumentou o número de passageiros para sete, com uma terceira fila de bancos, que podiam ser dobrados para os lados, ou também podiam ser combinados com os bancos da segunda fila para se poder fazer uma cama.
Um novo modelo foi introduzindo em 1987 pintado a dois tons, jantes de 15 polegadas e bancos em couro genuíno.
Finalmente em 1988 recebe um motor DOHC V6 de 3 litros, feito em conjunto com um outro motor turbo diesel de 2,5 litros com o primeiro intercooler.
O modelo longo começou a utilizar uma suspensão traseira de mola em lâmina, que dessa forma tem um sistema de suspensão ligado à bobina para um conforto no passeio e fora de estrada.
A primeira geração foi introduzida em 7 de maio de 1982 e terminou a sua reprodução em 1991.
Foi construído mais tarde sob a licença da Hyundai Precision Products, como Hyundai Galloper entre 1991 e 2003, e exportado para a Europa e Brasil por um tempo breve. Usando a base da primeira geração do Pajero e a segunda geração já era o segunda geração do Pajero mas como o logo da Galloper.

## Segunda Geração
A Mitsubishi vendeu cerca de 3000 Pajero’s em 1989 e em 1990. Entretanto chegava o momento de desenhar uma nova carroçaria. Chega com um corpo novo e esta disponível agora com quatro versões diferentes, o simples, o Canvas Top, o longo e o longo com o tejadilho semielevado.
Os Motores eram um 3 litros SOHC de injecção electrónica ECI-Multi e um 2,5 litros com turbo e intercooler.
Na segunda geração foi introduzindo o Super Select 4WD (SS4) e ABS.
Em julho de 1993 foi introduzidos duas novas motorizações um 3.500 cm³ V6 DOHC e um 2,8 litros (2.800 cm³) com turbo, intercooler e também uma transmissão nova.
A evolução do Pajero foi introduzida em outubro de 1997, que foi desenvolvido em resposta às exigências para a Classe T3 do Rally Paris-Dakar.
Em 1998 o Pajero teve uma remodelação, ficando agora com a carroçaria mais larga, outras alterações.

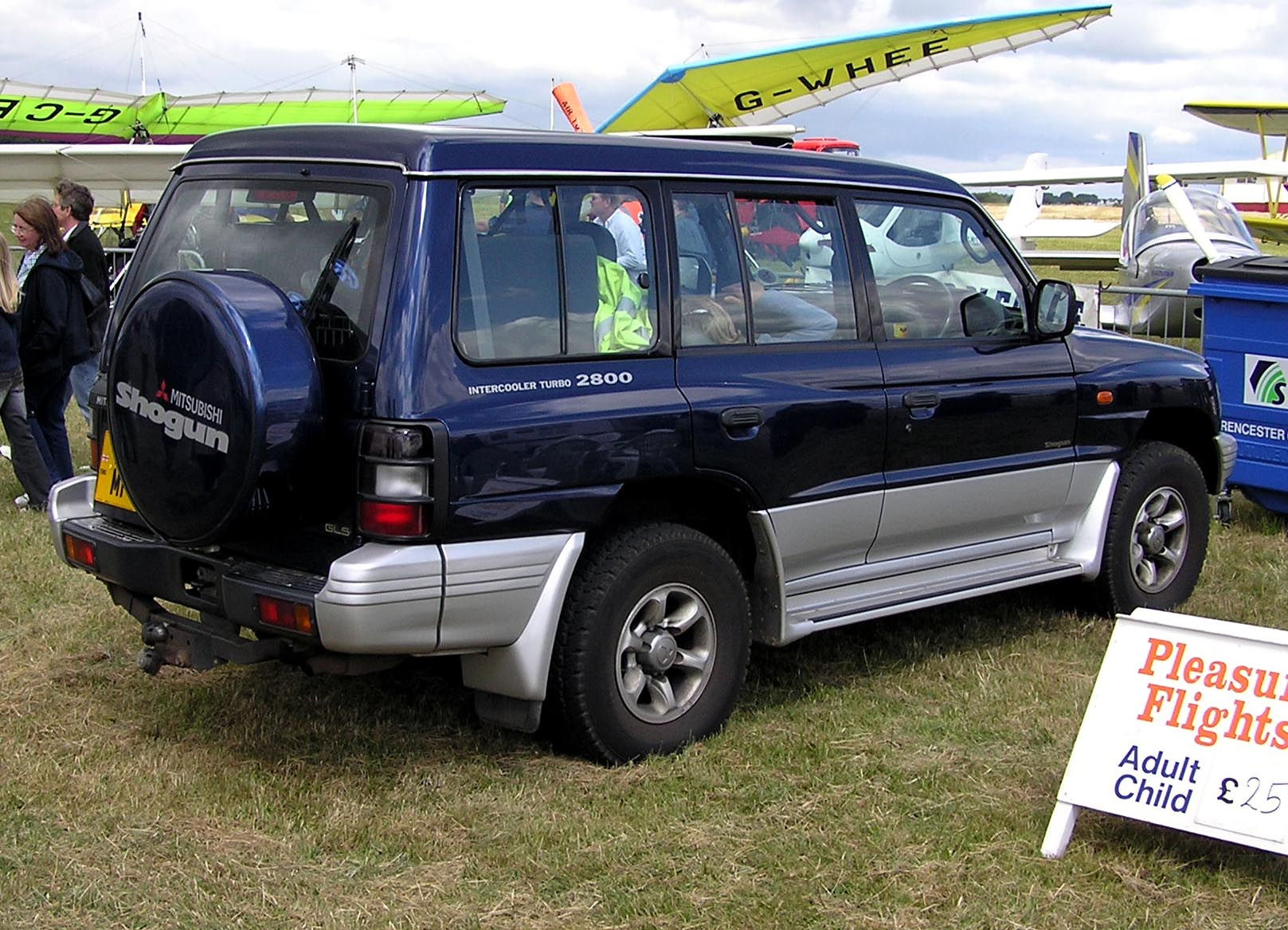
Mitsubishi Pajero Longo.

## Terceira Geração
A terceira geração Pajero bateu o mercado doméstico japonês em 1999. O Pajero foi completamente redesenhado, mais baixo e mais largo.
Os motor que o equipava era um 2.5 e um 3.2DI-D ambos a Diesel e contou também com o famoso 3.5V6 a gasolina
Em 2003 sofreu restyling, tendo já a nova grelha da Mitsubishi, as motorizações, mantêm à mesma o 3.2DI-D e o motor a gasolina sobe para um 4.0 V8.
Este modelo foi vencedor no Dakar pelas mãos de Jutta Kleinschmidt em 2001, a primeira mulher a vencer o Dakar em Carros, e em 2002 nas mãos de Hiroshi Masuoka.
De 2003 a 2006 foi substituído pela sua versão Evolution, e é considerado como o melhor TT de competição a nível Mundial.

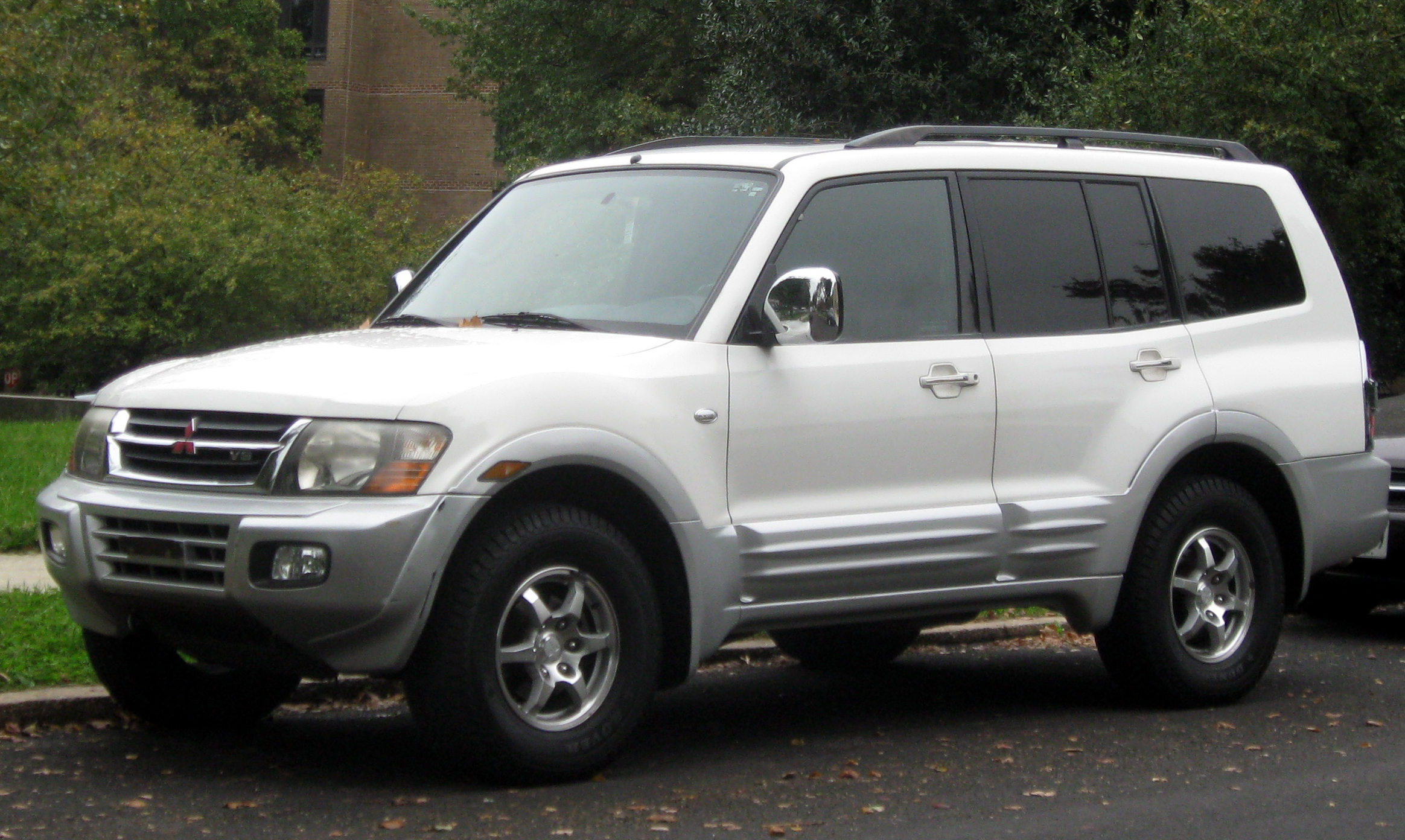
2001-02 US-spec Mitsubishi Montero
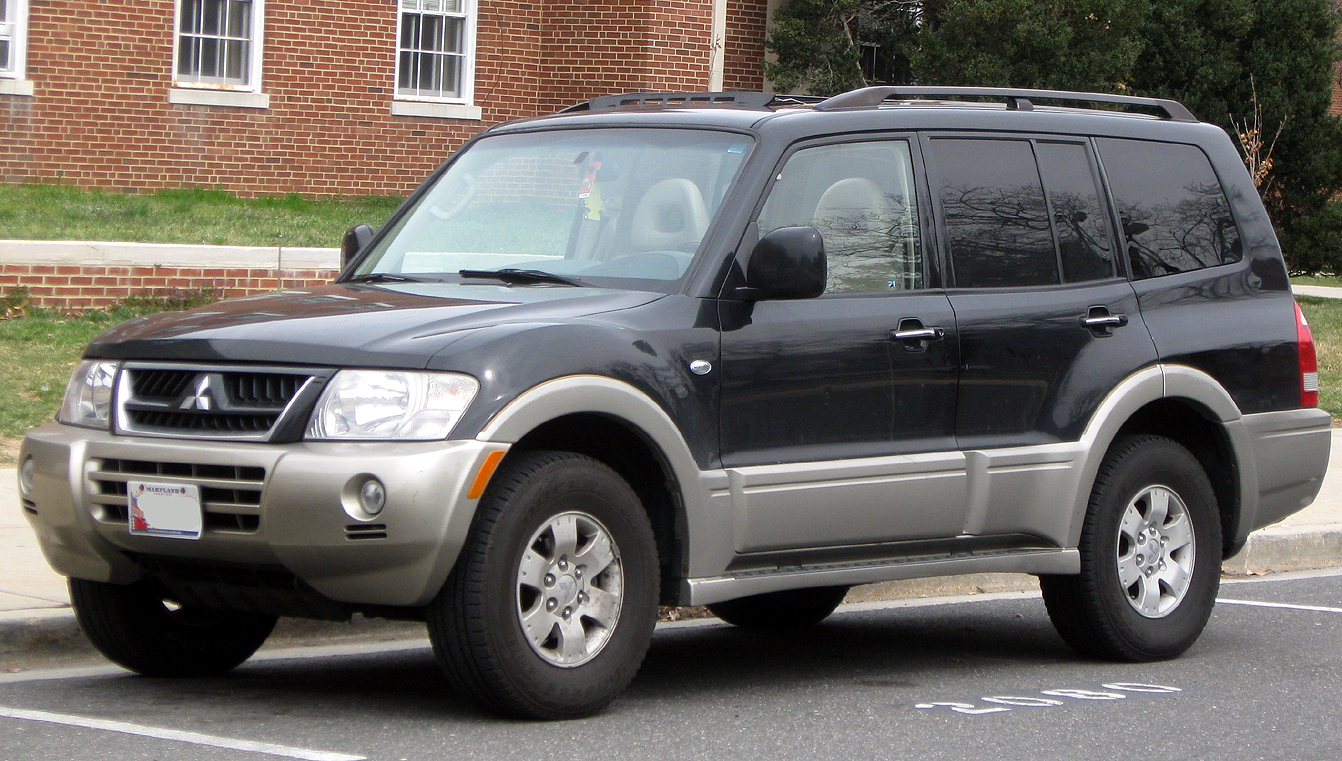
2003-06 US-spec Mitsubishi Montero

## Quarta Geração
A quarta geração foi mostrada no Paris Motor Show em 30 de Setembro de 2006. Tendo a carroçaria que o de 2001, mas desta vez foi todo remodelado. Os motores foram promovidos com os 3.2 DI-D e o 3.8 V6 que ganham o sincronismo variável da válvula de MIVEC. Ambos os motores encontram-se com padrões do Euro IV. O 3.0 V6 são exclusivos para o mercado japonês.